# The Vicar of Wakefield (film fra 1917)
 For alternative betydninger, se The Vicar of Wakefield. (Se også artikler, som begynder med The Vicar of Wakefield)
The Vicar of Wakefield er en amerikansk stumfilm fra 1917 af Ernest C. Warde.

## Medvirkende
- Frederick Warde
- Boyd Marshall - George Primrose
- Kathryn Adams - Olivia Primrose
- Gladys Leslie - Sophia Primrose
- Thomas A. Curran - Geoffrey / Mr. Burchell